# Sérgio Vieira (chodziarz)
Sérgio Miguel Garcia Vieira (ur. 20 lutego 1976 w Portimão) – portugalski lekkoatleta specjalizujący się w chodzie sportowym, olimpijczyk z Pekinu i Rio de Janeiro.
Brat bliźniak João Vieiry, również chodziarza sportowego.

## Przebieg kariery
W latach 90. dwukrotnie startował w zmaganiach mistrzowskich rangi juniorów, w 1994 na mistrzostwach świata wywalczył 22. pozycję, w 1995 zaś na mistrzostwach Europy nie zdołał ukończyć zmagań.
W 2007 zadebiutował na mistrzostwach świata, chodu na dystansie 20 kilometrów nie zdołał ukończyć. Rok później reprezentował swój kraj na letniej olimpiadzie w Pekinie, w ramach której wziął udział w konkurencji chodu na 20 km i uzyskał rezultat czasowy 1:29:51 – z tym wynikiem znalazł się na 45. pozycji w tabeli wyników.
W kolejnych latach kilkukrotnie startował na mistrzostwach Europy i mistrzostwach świata. Na mistrzostwach świata w Berlinie zajął 26. pozycję, na mistrzostwach Europy zajął 19. pozycję, natomiast na mistrzostwach świata rozgrywanych w Moskwie zajął 39. pozycję w tabeli wyników. W 2016 uczestniczył w letnich igrzyskach olimpijskich w Rio de Janeiro, na których rywalizował w konkurencji chodu na 20 km i uzyskał czas 1:27:39 – z tym rezultatem znalazł się na 53. pozycji.

## Osiągnięcia
| Rok     | Zawody                      | Miasto         | Miejsce | Konkurencja   | Wynik   |
| ------- | --------------------------- | -------------- | ------- | ------------- | ------- |
| 1994    | Mistrzostwa świata juniorów | Lizbona        | 22.     | chód na 10 km | 43:50   |
| 1995    | Mistrzostwa Europy juniorów | Nyíregyháza    | DNF     | chód na 10 km | N/A     |
| 2007    | Mistrzostwa świata          | Osaka          | DNF     | chód na 20 km | N/A     |
| 2008    | Letnie igrzyska olimpijskie | Pekin          | 45.     | chód na 20 km | 1:29:51 |
| 2009    | Mistrzostwa świata          | Berlin         | 26.     | chód na 20 km | 1:24:32 |
| 2010    | Mistrzostwa Europy          | Barcelona      | 19.     | chód na 20 km | 1:27:07 |
| 2013    | Mistrzostwa świata          | Moskwa         | 39.     | chód na 20 km | 1:28:34 |
| 2014    | Mistrzostwa Europy          | Zurych         | DNF     | chód na 20 km | N/A     |
| 2015    | Mistrzostwa świata          | Pekin          | DNF     | chód na 20 km | N/A     |
| 2016    | Letnie igrzyska olimpijskie | Rio de Janeiro | 53.     | chód na 20 km | 1:27:39 |
| Źródło: |                             |                |         |               |         |

## Rekordy życiowe
- chód na 5 km – 20:24 (26 kwietnia 2014, Olhao)
- chód na 10 km – 44:20 (31 maja 2003, Corroios)
- chód na 20 km – 1:20:58 (19 kwietnia 1997, Poděbrady)

Źródło: 